# الاحتجاجات الكولومبية 2021
الاحتجاجات الكولومبية 2021 هي سلسلة من الاحتجاجات المستمرة في كولومبيا التي بدأت في 28 أبريل 2021 ضد زيادة الضرائب وتعديل الرعاية الصحية الذي اقترحته حكومة رئيس كولومبيا إيفان دوكي. قُدمت المبادرة الضريبية لتوسيع تمويل دخل التضامن، وهو برنامج اجتماعي شامل للدخل الأساسي، بينما اقترح القانون التشريعي 010 خصخصة الرعاية الصحية في كولومبيا. بدأ البرنامج في أبريل 2020 لتوفير الإغاثة للكولومبيين خلال جائحة كوفيد 19 لعام 2020.
في حين توقعت المحاكم أن تكون الاحتجاجات واسعة النطاق، ونتيجة لذلك ألغت جميع التصاريح الحالية خوفًا من انتشار كوفيد 19، بدأت الاحتجاجات بشكل جدي في 28 أبريل. في المدن الكبيرة مثل بوغوتا وكالي، نزل آلاف إلى عشرات الآلاف من المتظاهرين إلى الشوارع، واشتبكوا في بعض الحالات مع السلطات، مما أسفر عن مقتل ستة أشخاص على الأقل. استمرت الاحتجاجات في الازدياد خلال الأيام التالية، ووسط وعود من الرئيس بإعادة صياغة خطته الضريبية، وصلت إلى ذروتها في الأول من مايو يوم العمال العالمي. في 2 مايو أعلن الرئيس دوكي أنه سيسحب بالكامل خطته الضريبية الجديدة، على الرغم من عدم الإعلان عن خطط ملموسة جديدة فقد استمرت الاحتجاجات. لاحظت هيومن رايتس ووتش انتهاكات الشرطة ضد المتظاهرين، بينما دعا الرئيس السابق ألفارو أوريبي فيليز الناس إلى إظهار التضامن مع الشرطة والجنود.

## خلفية
في أبريل 2021 اقترح الرئيس إيفان دوكي زيادة الضرائب في الوقت الذي بدأ فيه انتشار جائحة كوفيد 10 في كولومبيا يتفاقم مع فشل أنظمة الرعاية الصحية المختلفة في جميع أنحاء البلاد.
«دخل التضامن» هو برنامج اجتماعي شامل للدخل الأساسي قدمته حكومة دوكي أثناء الوباء، كان قد قدم بالفعل في ذلك الوقت ثلاثة عشر دفعة شهرية تبلغ حوالي 43 دولارًا أمريكيًا للسكان ذوي الدخل المنخفض منذ أبريل 2020. كان ثلاثة ملايين من حوالي خمسين مليون كولومبي مؤهلين للحصول على مدفوعات دخل التضامن مع كون البرنامج على نطاق أصغر مقارنة ببلدان أمريكا اللاتينية الأخرى. وفقًا لمريك بلوفيلد مديرة قسم أمريكا اللاتينية في المعهد الألماني للدراسات العالمية والمناطق: «مقارنة بالدول الأخرى في المنطقة فإن التغطية التي يقدمها دخل التضامن ضعيفة للغاية... لثلاثة ملايين شخص حصلوا عليها، فقد أحدثت فرقًا بالتأكيد. ولكن كان هناك خمسة أضعاف عدد الأسر التي احتاجتها».
سعت حكومة دوكي إلى توسيع البرنامج ليشمل 1.7 مليون شخص إضافي وإنشاء برنامج دخل أساسي دائم، واختارت متابعة الإصلاح الضريبي للتمويل. قُدِّمت الزيادة الضريبية على العديد من الكولومبيين كوسيلة لتوفير 4.8 مليار دولار أمريكي لدخل التضامن. تضمنت إصلاحات دوكي الضريبية التوسع في ضرائب القيمة المضافة على المزيد من المنتجات مثل المواد الغذائية والمرافق، وإضافة بعض أصحاب الدخل من الطبقة المتوسطة إلى شريحة ضريبية أعلى، وإلغاء الإعفاءات من ضريبة الدخل المختلفة.
اقترح مشروع قانون تشريعي مثير للجدل اسمه بيل 010، لإصلاح الرعاية الصحية في كولومبيا من خلال جعل النظام أكثر خصخصة. خطط التغيير الجذري لنظام الرعاية الصحية في كولومبيا وسط الوباء وكذلك الطريقة التي تم بها تقديم مشروع القانون - من خلال لجنة خاصة في مجلس النواب لم تتطلب مناقشة في الكونجرس - أثارت أيضًا السخط بين الكولومبيين.
الكولومبيون الذين عانوا في وقت واحد من ثالث أعلى معدل وفيات لكوفيد 19 في أمريكا اللاتينية، وأسوأ أداء اقتصادي منذ خمسين عامًا مع انخفاض الناتج المحلي الإجمالي بنسبة 6.8٪ في عام 2020 ومعدل البطالة 14٪ قد شعروا بالغضب من الزيادة الضريبية المقترحة ونظمت إضرابًا عماليًا وطنيًا على غرار احتجاجات 2019.

## عنف الاحتجاجات
في 1 مايو قال أمين المظالم في كولومبيا كارلوس كامارغو إن ستة لقوا حتفهم أثناء الاحتجاجات خلال الأسبوع، بينهم خمسة مدنيين وضابط شرطة، وأن 179 مدنياً و216 شرطياً أصيبوا. قدمت جماعات حقوق الإنسان في ذلك الوقت أرقامًا مختلفة، قائلة إن 14 شخصًا على الأقل قتلوا أثناء الاحتجاجات. بحلول 3 مايو أبلغ أمين المظالم عن 19 حالة وفاة مرتبطة بالاحتجاجات، بينما أبلغت المنظمة غير الحكومية تيمبلوريس عن مقتل 21 شخصًا، وأفاد الاتحاد الكولومبي لعمال التعليم (فيكود) الذي ساعد في قيادة الاحتجاجات عن 27 حالة وفاة.
قالت جماعات إن عدة انتهاكات لحقوق الإنسان حدثت أثناء الاحتجاجات، رغم أن حكومة دوكي تنفي وقوع أي منها. قالت هيومن رايتس ووتش في تقارير تلقتها عن انتهاكات من قبل ضباط الشرطة في كالي. في 3 مايو 2021 أبلغت فيكود عن 1.089 حالة عنف من قبل الشرطة، و726 اعتقالًا تعسفيًا، و27 قتيلًا و6 أعمال عنف جنسي. وفي اليوم نفسه أفاد تمبلوريس عن 672 حالة اعتقال تعسفي و92 حالة عنف من قبل الشرطة.

## التفاعلات
غرد الرئيس السابق ألفارو أوريبي فيليز وهو سياسي يميني: «دعونا ندعم حق الجنود والشرطة في استخدام أسلحتهم النارية للدفاع عن سلامتهم والدفاع عن الأشخاص والممتلكات من الأعمال الإجرامية للتخريب الإرهابي». حذفت تويتر التغريدة قائلة إنها كانت بمثابة «تمجيد للعنف».
أعلن الرئيس دوكي في 2 مايو أنه سيسحب مُقترح الإصلاح الضريبي، على الرغم من أنه ذكر أن الإصلاح لا يزال ضروريًا. قال دوكي إن الإصلاح الضريبي «ليس نزوة، إنه ضرورة.» وبالرغم من سحب مُقترح الإصلاح الضريبي فقد استمرت الاحتجاجات.